# Pierre Rosenberg
Pierre Max Rosenberg (* 13. April 1936 in Paris) ist ein französischer Kunsthistoriker. Er ist Mitglied der Académie française und war langjähriger Direktor des Louvre in Paris. Er gilt als Kenner der französischen und italienischen Malerei des 17. und 18. Jahrhunderts und genießt internationales Ansehen als Spezialist für das Werk Nicolas Poussins.

## Leben
Pierre Rosenberg verbrachte mit seinen Eltern, die aus Paris wegen der deutschen Besetzung fliehen mussten, seine Kindheit im Département Lot-et-Garonne und im Département Gironde. Nach Kriegsende besuchte er das Lycée Charlemagne in Paris. Dem Hochschulabschluss in Rechtswissenschaften und einem Diplom der École du Louvre folgte ein einjähriger Studienaufenthalt an der Yale University (1961–1962).
Rosenbergs berufliche Karriere ist eng mit dem Louvre verknüpft. Er begann seine Karriere dort 1962 als Assistent in der Abteilung Malerei. Die Tätigkeit am Louvre wurde unterbrochen von Studienaufenthalten am Institute for Advanced Study in Princeton (1977) und an der Universität Cambridge (1986). Von 1982 bis 1984 war er Präsident der Société de l’histoire de l’art français und 1984 Präsident des Comité français d’histoire de l’art. Von 1994 bis zu seiner Pensionierung im Jahr 2001 war er Direktor des Louvre.

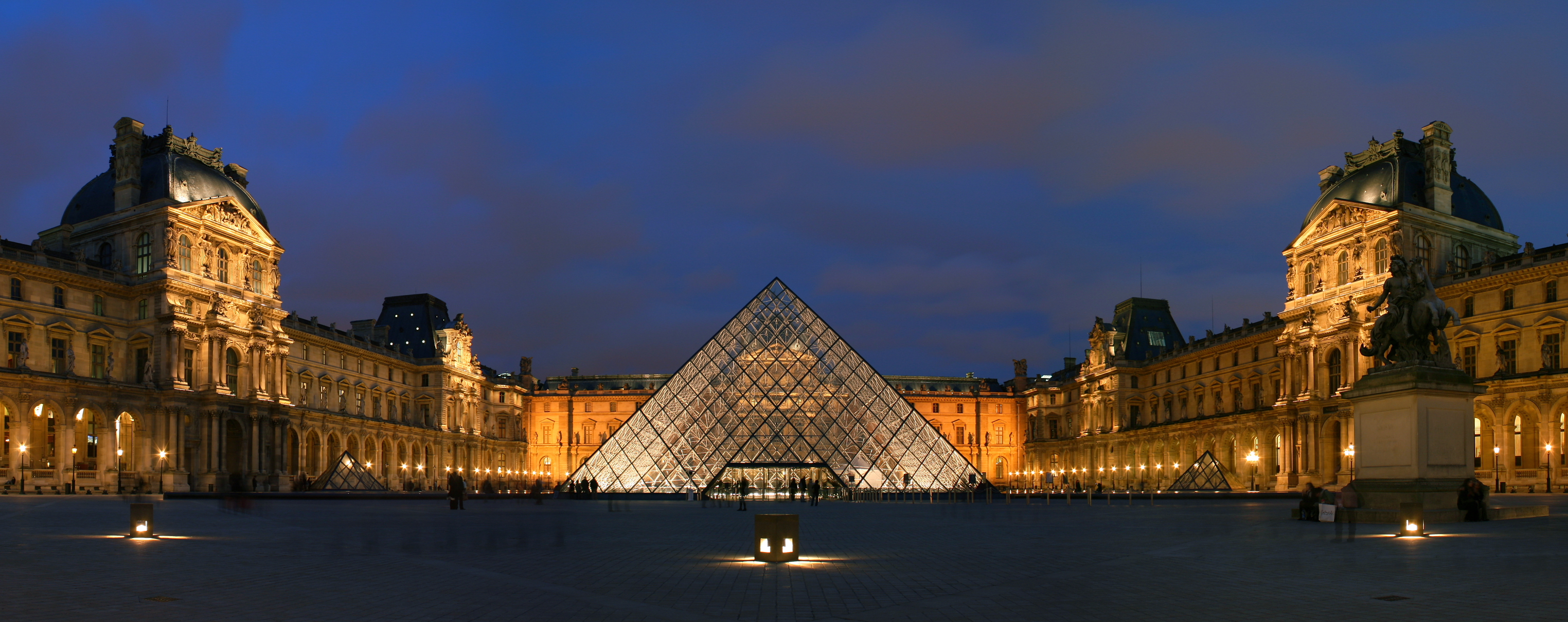
Der Louvre bei Nacht, im Februar 2007

In seine Zeit als Direktor des Louvre fällt das von François Mitterrand initiierte Projekt des „Grand-Louvre“, mit dem der gesamte Gebäudekomplex einer musealen Nutzung unterworfen wurde. In diesem Rahmen wurde unter anderem die Galerie d’Apollon restauriert und die Glaspyramide im Innenhof des Louvre von dem Architekten Ieoh Ming Pei gebaut. Seit 1989 dient sie als Haupteingang zum Musée du Louvre.
Rosenbergs Schwerpunkte in der Forschung sind Zeichnung und Malerei in Frankreich und Italien im 17. und 18. Jahrhundert. Er hat historisch-kritische Kataloge über das Gesamtwerk von Nicolas Poussin, Antoine Watteau und Jacques-Louis David publiziert.
1995 wurde er als Nachfolger von Henri Gouhier in die Académie française gewählt. Er ist korrespondierendes Mitglied der American Academy of Arts and Sciences (seit 1990), Mitglied der American Philosophical Society (seit 1997), Ehrenmitglied der Royal Academy in London, Mitglied der Accademia Nazionale dei Lincei und der Accademia di San Luca, beide mit Sitz in Rom, der Accademia delle Arti del Disegno in Florenz, des Ateneo Veneto und des Istituto Veneto di Scienze, Lettere ed Arti, beide in Venedig, sowie der Accademia Clementina in Bologna.
Rosenberg ist verheiratet mit Béatrice de Rothschild.

## Ausstellungen (Auswahl)
Zwischen 1976 und 1995 Retrospektiven von Chardin, Watteau, Pierre Subleyras, Fragonard, La Hyre und Poussin.
- Sous le regard de Goethe. Hrsg. von Pierre Rosenberg. Zwei Jahrhunderte französische Zeichnung in Weimar. Ausstellung im Musée Jacquemard-André in Paris. 2005.
- Poussin and Nature. Ausstellung Museo de bellas artes, Bilbao. 2007/08.

## Publikationen
Rosenberg war Gründungsmitglied der Revue de l’Art und Mitherausgeber der Zeitschriften Artibus et Historiae, Dialoghi, Museum Management and Curatorship sowie der Revue du Louvre.
- Le XVIIe français. Paris 1976
- Tout l’œuvre peint de Watteau. Paris 1982, ISBN 2-08-010243-5
- Watteau: 1684–1721. Mit Morgan Grasselli. Berlin 1985, ISBN 3-87584-144-1
- Le chat et la palette. Le chat dans la peinture occidentale du XV. au XX. siècle. Mit Élisabeth Foucart-Walter. Paris 1987
- Laurent La Hyre. 1606–1656. L’homme et l'œuvre. Ausstellung in Grenoble, Rennes, Bordeaux, Genf 1988
- Catalogue raisonné des dessins de Poussin. Mit Louis-Antoine Prat. Mailand 1995
- Du dessin au tableau : Poussin, Watteau, Fragonard, David et Ingres. Paris 2001
- Jacques-Louis David 1748–1825. Catalogue rais. des dessins. Mit Louis-Antoine Prat. Mailand 2002
- De Raphaël à la Révolution. Les relations artistiques entre la France et l’Italie. Mailand 2005, ISBN 88-7624-006-3
- Dictionnaire amoureux du Louvre. Plon, Paris 2007, ISBN 978-2-286-04003-1